# Mikkel Beckmann
Mikkel Beckmann (Virum, 24 oktober 1983) is een Deens voormalig voetballer die doorgaans als spits speelde. Zijn laatste club was Hobro IK, waar hij tussen 2015 en 2016 voor uitkwam. Beckmann maakte in 2008 zijn debuut in het Deens voetbalelftal, waarvoor hij zeven wedstrijden speelde.

## Clubcarrière
Beckmann tekende in 2004 een contract bij Lyngby BK. In 2008 promoveerde de aanvaller met de club naar de Superligaen. Het jaar erop degradeerde de club echter weer. Beckmann besloot eieren voor zijn geld te kiezen en voor vier jaar te tekenen bij Randers FC. Daar had hij last van een knieblessure, maar hij herstelde goed en werd een belangrijke schakel van de ploeg. Randers degradeerde echter ook en FC Nordsjælland werd de nieuwe werkgever van de aanvaller. Met Nordsjælland werd Beckmann in 2012 landskampioen. Op 8 januari 2013 verkaste de Deen voor tweeënhalf jaar naar APOEL Nicosia. Dit verblijf was echter maar van korte duur, want na een half jaar werd zijn contract ontbonden. Daarop ondertekende hij een verbintenis voor drieënhalf jaar bij het Zweedse IF Elfsborg. Hij verving daar David Elm, die naar Kalmar FF was vertrokken. In 2015 tekende Beckmann voor Hobro IK, wat hij na een jaar verliet. Hierna stopte hij als professioneel voetballer.

## Interlandcarrière
Beckmann maakte zijn debuut voor het Deens voetbalelftal op 6 februari 2008, toen er met 1–2 gewonnen werd van Slovenië. De aanvaller moest van bondscoach Morten Olsen op de bank beginnen en hij viel in de tweede helft in voor Martin Jørgensen. De andere debutant dit duel was Niki Zimling (Esbjerg fB). Beckmann werd tevens opgenomen in de Deense selectie voor het WK 2010 in Zuid-Afrika. Hij speelde slechts het eerste duel mee, tegen Nederland. Denemarken strandde in de groepsfase.

### Gespeelde interlands
| Interlands van Mikkel Beckmann voor Denemarken | Interlands van Mikkel Beckmann voor Denemarken | Interlands van Mikkel Beckmann voor Denemarken | Interlands van Mikkel Beckmann voor Denemarken | Interlands van Mikkel Beckmann voor Denemarken | Interlands van Mikkel Beckmann voor Denemarken |
| №                                              | Datum                                          | Wedstrijd                                      | Uitslag                                        | Competitie                                     | Goals                                          |
| Als speler bij Lyngby BK                       | Als speler bij Lyngby BK                       | Als speler bij Lyngby BK                       | Als speler bij Lyngby BK                       | Als speler bij Lyngby BK                       | Als speler bij Lyngby BK                       |
| ---------------------------------------------- | ---------------------------------------------- | ---------------------------------------------- | ---------------------------------------------- | ---------------------------------------------- | ---------------------------------------------- |
| 1                                              | 6 februari 2008                                | Slovenië – Denemarken                          | 1 – 2                                          | Vriendschappelijk                              |                                                |
| 2                                              | 26 maart 2008                                  | Denemarken – Tsjechië                          | 1 – 1                                          | Vriendschappelijk                              |                                                |
| Als speler bij Randers FC                      |                                                |                                                |                                                |                                                |                                                |
| 3                                              | 27 mei 2010                                    | Denemarken – Senegal                           | 2 – 0                                          | Vriendschappelijk                              |                                                |
| 4                                              | 1 juni 2010                                    | Australië – Denemarken                         | 1 – 0                                          | Vriendschappelijk                              |                                                |
| 5                                              | 5 juni 2010                                    | Zuid-Afrika – Denemarken                       | 1 – 0                                          | Vriendschappelijk                              |                                                |
| 6                                              | 14 juni 2010                                   | Denemarken – Nederland                         | 0 – 2                                          | WK 2010                                        |                                                |
| Als speler bij FC Nordsjælland                 |                                                |                                                |                                                |                                                |                                                |
| 7                                              | 15 november 2011                               | Denemarken – Finland                           | 2 – 1                                          | Vriendschappelijk                              |                                                |

## Erelijst
FC Nordsjælland
- Deens landskampioen

2012